# Rhamsés Ripollés Puig
Rhamsés Ripollés i Puig (Morella, 1984) és un polític valencià del Partit Socialista del País Valencià designat en 2012 com a alcalde de Morella en substitució de l'anterior alcalde, el també socialista Joaquim Puig Ferrer, president de la Generalitat Valenciana de 2015 a 2023.
Ripollés és regidor de l'Ajuntament de Morella des de l'any 2005 i fou designat successor de l'aleshores alcalde Joaquim Puig Ferrer quan aquest va ser designat secretari general del PSPV-PSOE. Va accedir a l'alcaldia el 2012 en ser el segon a la llista electoral socialista de les eleccions municipals espanyoles de 2011. L'any 2015 es presentà per primera vegada com a cap de llista, va revalidar el càrrec d'alcalde per a la legislatura. El 2019 es tornà a presentar com a candidat a la alcaldia i va millorar els resultats amb un regidor més que en les anteriors eleccions. L'any 2023, el Partit Socialista del País Valencià va perdre la majoria absoluta per primera vegada en trenta-dos anys a Morella. Després de perdre més de 375 vots i quatre regidors, també va perdre el govern de la ciutat i l'alcaldia, que acabà en mans de l'agrupació d'electors Independents per Morella i del nou alcalde Bernabé Sangüesa.